# Wilhelm Bartsch (Politiker)
Wilhelm Bartsch (* 30. August 1873 in Mehr, Kreis Rees, Rheinprovinz; † 8. Dezember 1959 in Freiburg im Üechtland) war ein Schweizer Rechtsanwalt und Politiker.

## Leben
Wilhelm Bartsch kam am Niederrhein zur Welt. Seine Eltern waren der Grenzaufseher Franz Josef Wilhelm Bartsch und seine Frau Amalia geb. Bickner. Da die Mutter früh starb, wurde er in die Obhut seiner Großmutter im ostpreußischen Mehlauken gegeben. Mit 12 Jahren kam er auf das Königliche Gymnasium am Markt in Siegburg. Nach dem Abitur studierte er an der Rheinischen Friedrich-Wilhelms-Universität Rechtswissenschaft. Das Corps Saxonia Bonn gewährte ihm zweimal Waffenschutz. Zum 4. Semester wechselte er an die Georg-August-Universität. Wie Hermann Kellermann wurde er 1896 im Corps Hercynia Göttingen recipiert. Damals erwachte sein 
studentenhistorisches Interesse an Stammbüchern. Nach wiederum drei Semestern ging er als Inaktiver an die Universität Basel. Dort fand er Anschluss an den „Verein Tüchtiger Kräfte“, einen Vorläufer der Rodensteiner, die Bartsch zwei Jahre später gründete.

### Freiburg i. Üe.
Mit zwei Freunden wechselte er zum Sommersemester 1897 an die acht Jahre alte Universität Freiburg (Schweiz). Für Rechtswissenschaft immatrikuliert war er von Juni 1897 bis zum Wintersemester 1910/11. Das Lizenziat bestand er 1898. Nach einer Assistentenzeit bei Gustav Ruhland und einer Tätigkeit als Substitut in der Advokatur Cosandey & Clémence erhielt er im Juli 1904 mit glänzendem Ergebnis das Anwaltspatent. In Freiburg im Üechtland hatte er seine wirkliche Heimat gefunden. Das Gemeinderecht und damit das Schweizer Bürgerrecht erwarb er am 11. Juli 1902 in Muntelier, wo er 1914 heiratete. Nach einiger Zeit bei Cosandey & Clémence gründete er sein eigenes Büro und später mit Louis Dupraz und Max Richter die Étude (Kanzlei) Bartsch–Dupraz–Richter. Von 1921 bis 1936 war er Vorsitzender der Freiburger Anwaltskammer. Sein bevorzugtes Arbeitsgebiet war das Zivilrecht.

### Großer Rat
1911 wurde Bartsch als Vertreter des Seebezirks (Freiburg) in den Grossen Rat des Kantons Freiburg delegiert und 1921 zum député (Großrat) des Saanebezirks gewählt. Besonders engagierte er sich für die Bürgerrechte und die demokratischen Freiheiten. Für Freiburgs Universität und Urbanität setzte er sich auch gegen große Widerstände in der eigenen Partei ein. Wenn es um die Projekte der Universität ging, fanden die konservativen Staatsräte Georges Python und Joseph Piller immer seine Unterstützung. Als Spiritus rector der Liberal-Radikalen Partei war er 1926 und 1949 Grossratspräsident und 1951 Amtsältester. Nach 45 Parlamentsjahren schied er 1956 aus dem Großen Rat aus.

### Schweizer Korporationen
1898 hatte Bartsch Die Rodensteiner gegründet. Sie wählten ihn später zum Ehrenmitglied. Als Waffenbeleger pflegte er seit 1904 Kontakt zur Akademischen Turnerschaft Rhenania Bern. Ein Mitglied brachte ihn 1914 zur Schlaraffia. Die Turnerschaft wählte ihn 1916 zum Ehrenmitglied. Bei der Gründung des  Schweizerischen Waffenrings beteiligte sich Bartsch am Entwurf der Statuten sowie der Pauk- und Ehrengerichtsordnung. Er unterschrieb die 1931 vom Schweizerischen Waffenring verfasste Eingabe an den Ständerat für eine gerechte Bewertung der Mensur. Seine Ferien verbrachte er in Italien und im Gurnigelbad. In andere Länder oder nach Norddeutschland reiste er nicht. Zum 100. Stiftungsfest von Teutonia-Hercynia (1954) schickte er seine Tochter Edith Cécile, die dort  ihren späteren Mann kennenlernte. Als Waffenstudent, Studentenhistoriker und Politiker war Bartsch ein Vorbild für seinen 19 Jahre jüngeren Gesellschafter Max Richter. Für dessen Buch über die Schweizer Studentenverbindungen (1927/1935) schrieb er ein Geleitwort. Er starb mit 86 Jahren.